# NGC 1164
NGC 1164 ist eine Balken-Spiralgalaxie vom Hubble-Typ SBa mit hoher Sternentstehungsrate im Sternbild Perseus am Nordsternhimmel. Sie ist schätzungsweise 191 Millionen Lichtjahre von der Milchstraße entfernt und hat einen Durchmesser von etwa 105.000 Lichtjahren. Vom Sonnensystem aus entfernt sich das Objekt mit einer errechneten Radialgeschwindigkeit von näherungsweise 4.200 Kilometern pro Sekunde.
Nach Lage der Daten bildet sie gemeinsam mit PGC 213149 ein gravitativ gebundenes Galaxienpaar.
Die Typ-Ia-Supernova SN 1993ab wurde hier beobachtet.
Das Objekt wurde am 18. September 1828 vom britischen Astronomen John Herschel entdeckt.

## Galaktisches Umfeld
| Nr. | Galaxie          | Alternativname          | Rek           | Dek           | Distanz/asec |
| --- | ---------------- | ----------------------- | ------------- | ------------- | ------------ |
| →   | NGC 1164         | LEDA/PGC 11441          | 03h01m59.851s | +42d35m05.84s | 0            |
| 1   | LEDA/PGC 213149  | NSA 133029              | 03h01m49.97s  | +42d38m29.8s  | 231.39       |
| 2   | LEDA/PGC 2198766 | 2MASX J03015322+4225538 | 03h01m53.22s  | +42d25m53.5s  | 557.18       |
| 3   | LEDA/PGC 2199592 | 2MASX J03011472+4228275 | 03h01m14.74s  | +42d28m27.6s  | 637.86       |
| 4   | LEDA/PGC 2206029 | 2MASX J03015303+4246498 | 03h01m53.03s  | +42d46m49.6s  | 708.28       |
| 5   | LEDA/PGC 2207331 | 2MASX J03020513+4250397 | 03h02m05.11s  | +42d50m40.0s  | 933.98       |